# Morten Frendrup
Morten Wetche Frendrup (pronunciación en danés: /ˈfʁɑnˀtʁɔp/; Tuse, Dinamarca, 7 de abril de 2001) es un futbolista danés que juega de centrocampista en el Genoa C. F. C. de la Serie A.

## Trayectoria

### Brøndby IF

#### Inicios
Nacido en Tuse a las afueras de Holbæk, comenzó a jugar en el equipo local Tuse IF, antes de trasladarse a Holbæk B&I. Sólo estuvo un año en el Holbæk, ya que había ingresado en la academia del Brøndby IF en el esuipo sub-14, por lo que jugó en dos clubes durante un breve periodo. Durante este tiempo, viajaba varias veces a la semana entre su casa en Tuse y Brøndby, una distancia de aproximadamente 60 kilómetros. Cuando terminó la educación primaria, empezó a asistir al Brøndby Idrætsefterskole, a cinco minutos a pie del campo de entrenamiento del Brøndby IF.
Ganó la Copa de Dinamarca sub-15 el 11 de mayo de 2016 en una victoria por 1-0 sobre el FC Nordsjælland. En el equipo sub-17, capitaneó al equipo hasta el segundo puesto de la liga, por detrás del ganador Aarhus GF.

#### 2017-20: Revelación
En el verano de 2017, con 16 años, fue incluido en la concentración del primer equipo en Austria junto a sus compañeros de academia Christian Enemark y Andreas Bruus. En diciembre de 2017 firmó un nuevo contrato con el Brøndby IF hasta el verano de 2020.
El 11 de febrero de 2018 debutó con la selección absoluta, con 16 años, en la victoria por 3-1 contra el Lyngby BK en la Superliga de Dinamarca. Entró como suplente en el minuto 85, convirtiéndose en el jugador más joven del Brøndby, con 37 días menos que el segundo de la lista, Magnus Warming. El 15 de marzo de 2018 firmó su primer contrato profesional hasta 2021.
Durante la temporada 2019-20 empezó a jugar con más regularidad en otoño debido a las lesiones de larga duración de los titulares Lasse Vigen, Simon Tibbling y Josip Radošević. Sus actuaciones durante estos partidos fueron elogiadas, y posteriormente ganó el premio al jugador del mes de noviembre del Brøndby. El 12 de enero de 2020 firmó un nuevo contrato de tres años y medio con el Brøndby IF hasta 2023. Continuó con sus buenas actuaciones en la segunda mitad de la temporada y fue nombrado Talento del Mes de la Superliga de Dinamarca en  junio de 2020, así como jugador del mes de junio y julio del Brøndby.
Al final de la temporada, el entrenador Niels Frederiksen lo elogió por ser uno de los jugadores clave del equipo del Brøndby durante la última mitad de la temporada.

#### 2020-21: Campeón de Dinamarca
Continuó como titular en el centro del campo en la campaña 2020-21 con el Brøndby. Llegó a los 50 partidos en todas las competiciones el 20 de diciembre de 2020 cuando el Brøndby venció al AC Horsens por 2-1 y se fue de vacaciones de invierno en el primer puesto de la tabla de clasificación.
Cuando la temporada llegaba a su fin, y el Brøndby luchaba por su primer título de liga en 16 años, fue expulsado en un partido crucial contra el Aarhus GF el 20 de mayo de 2021. Abandonó el terreno de juego entre lágrimas, pero finalmente vio cómo su equipo ganaba por 2-1. Al regresar al Estadio Brøndby tras el partido, Frendrup y los demás jugadores fueron aclamados por los aficionados. Fue baja por sanción en el último partido de la temporada contra el FC Nordsjælland, pero pudo ver a su equipo ganar el título de la Superliga de Dinamarca tras un 2-0.
Debutó en Europa el 17 de agosto de 2021 en el partido de ida de la Liga de Campeones de la UEFA contra el Red Bull Salzburgo, que terminó con una derrota por 1-2. El 24 de octubre marcó su primer gol en la liga nacional, ayudando al club a ganar el Derby de Copenhague contra el F. C. Copenhague.

### Genoa C. F. C.
Firmó por el Genoa C. F. C. el 30 de enero de 2022, firmando un contrato de cuatro años y medio. Debutó con el Genoa en el empate a domicilio contra el Atalanta B. C. el 13 de marzo, en el que fue titular jugando como lateral derecho.

## Selección nacional
Fue incluido en la selección para el Campeonato Europeo Sub-17 de la UEFA 2018. Jugó los tres partidos de su equipo como titular, pero los daneses no pasaron de la fase de grupos. Consiguió 13 internacionalidades con Dinamarca sub-19, obtenidas entre 2018 y 2020. Llevó el gafete de capitán en dos ocasiones.
El 3 de septiembre de 2021 fue convocado por primera vez con la selección sub-21 de Dinamarca en un amistoso contra Grecia (1-1).

## Estilo de juego
Centrocampista diestro, ha sido descrito como un todoterreno con una energía implacable. Tiene una excelente capacidad de recuperación de balones y ha destacado por ocupar diferentes posiciones, como la de lateral izquierdo y lateral derecho. Se le ha comparado con el antiguo centrocampista del Brøndby Christian Nørgaard.

## Estadísticas

### Clubes
Actualizado al último partido disputado el 7 de noviembre de 2024.
| Club                    | Div.          | Temporada     | Liga  | Liga  | Copas nacionales | Copas nacionales | Copas internacionales | Copas internacionales | Total | Total |
| Club                    | Div.          | Temporada     | Part. | Goles | Part.            | Goles            | Part.                 | Goles                 | Part. | Goles |
| ----------------------- | ------------- | ------------- | ----- | ----- | ---------------- | ---------------- | --------------------- | --------------------- | ----- | ----- |
| Brøndby IF Dinamarca    | 1.ª           | 2017-18       | 3     | 0     | 0                | 0                | —                     | —                     | 3     | 0     |
| Brøndby IF Dinamarca    | 1.ª           | 2018-19       | 3     | 0     | 1                | 1                | —                     | —                     | 4     | 1     |
| Brøndby IF Dinamarca    | 1.ª           | 2019-20       | 26    | 0     | 2                | 0                | —                     | —                     | 28    | 0     |
| Brøndby IF Dinamarca    | 1.ª           | 2020-21       | 31    | 0     | 2                | 0                | —                     | —                     | 33    | 0     |
| Brøndby IF Dinamarca    | 1.ª           | 2021-22       | 15    | 2     | 2                | 0                | 8                     | 0                     | 25    | 2     |
| Brøndby IF Dinamarca    | Total club    | Total club    | 78    | 2     | 7                | 1                | 8                     | 0                     | 93    | 3     |
| Genoa C. F. C. · Italia | 1.ª           | 2021-22       | 10    | 0     | 0                | 0                | —                     | —                     | 10    | 0     |
| Genoa C. F. C. · Italia | 2.ª           | 2022-23       | 37    | 2     | 3                | 0                | —                     | —                     | 40    | 2     |
| Genoa C. F. C. · Italia | 1.ª           | 2023-24       | 37    | 2     | 2                | 0                | —                     | —                     | 39    | 2     |
| Genoa C. F. C. · Italia | 1.ª           | 2024-25       | 11    | 0     | 2                | 0                | —                     | —                     | 13    | 0     |
| Genoa C. F. C. · Italia | Total club    | Total club    | 95    | 4     | 7                | 0                | 0                     | 0                     | 102   | 4     |
| Total carrera           | Total carrera | Total carrera | 173   | 6     | 14               | 1                | 8                     | 0                     | 195   | 7     |